# Cephalotes laminatus
Cephalotes laminatus é uma espécie de inseto do gênero Cephalotes, pertencente à família Formicidae.